# Curtea de Argeș
Curtea de Argeș (węg. Argyasudvarhely) to miasto w okręgu Argeș w Rumunii, 24 km od Râmnicu Vâlcei, 28 km od stolicy okręgu, Pitești. 32 509 mieszkańców.

## Historia
Według prowadzonych regularnie badań archeologicznych, dzisiejsze Curtea i jego najbliższe okolice były zamieszkane przez dackie plemiona, które w III wieku utworzyły silny związek. Prawa miejskie miejscowość otrzymała w 1247 roku z rąk joannitów. Miejscowość leżała na przecięciu ważnych szlaków komunikacyjnych: z Konstancy do Banatu i Serbii oraz jednej z kilku dróg łączących Muntenię i Oltenię z Siedmiogrodem, co umożliwiło dynamiczny rozwój gospodarczy. W XIV w. stała się siedzibą hospodarów Wołoszczyzny, począwszy od Basaraba I, uznawanego za założyciela państwa, a skończywszy na Mirczy Starym - jego następca, Michał I Basarab na początku XV w. przeniósł stolicę do Târgoviște, a miasto zaczęło chylić się ku upadkowi. Curtea była też siedzibą metropolitów wołoskich, do początku XVI w.
W 1591 - papież Sykstus V mianował biskupa łacińskiego Curtea de Argeș. Jego siedziba była przeniesiona do Bakowa po tym, jak miasto zniszczyli Turcy. Biskup bakowski rezydował w Śniatynie, biskupami byli Polacy, lecz nie wchodzili oni w skład senatu Rzeczypospolitej,.
W 1600 roku Michał Waleczny przegrał z interwencyjnymi wojskami polskimi dowodzonymi przez Jana Zamoyskiego, a w 1611 na ziemie Wołoszczyzny wkroczył Gabriel Batory, który spustoszył miasto. Mimo odbudowy, Curtea de Argeș nie podniosło się z upadku i pozostało miastem prowincjonalnym.

## Zabytki
Świadkami czasów świetności miasta są jego zabytki, w tym dwie bardzo znaczące cerkwie:

### Cerkiew książęca

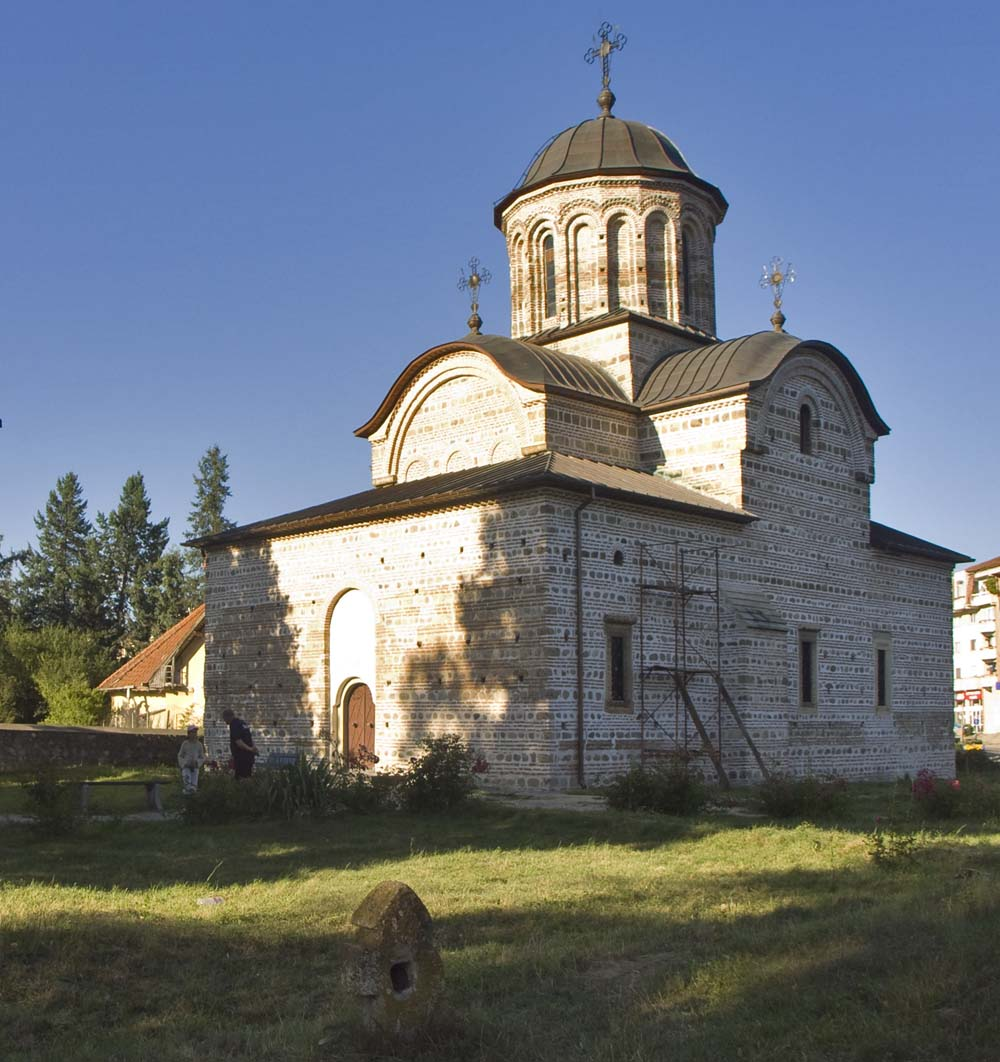
Cerkiew książęca w Curtea de Argeș

Cerkiew pod wezwaniem św. Mikołaja, znana jako "książęca" pochodzi z czasów pierwszych hospodarów mołdawskich. Pierwsza świątynia na tym miejscu była częścią zabudowań dworu hospodarskiego, a zbudowano ją zapewne na początku XIV w. (być może z fundacji Basaraba I). Ta budowla (wraz z całym dworem) została spalona już w 1330 przez króla węgierskiego Karola Roberta. Być może sam Basarab I dokonał odbudowy świątyni - zgodnie z inskrypcją na jej ścianie został w niej pochowany. Zachowana do dzisiaj cerkiew pochodzi z czasów panowania wnuka Basaraba I - Władysława I. Dotrwała ona do dziś w postaci zmienionej jedynie częściowo w XVIII w., gdy po pożarze dokonano jej przebudowy (część wprowadzony wówczas nowinek, m.in. drugą kopułę, zlikwidowano na początku XX w.).
Cerkiew zbudowana jest na planie krzyża greckiego wpisanego w prostokąt - fragmenty krzyża są wyższe od pozostałych i wyróżniają się na zewnątrz. Ramiona krzyża zamknięte są półkoliście. W centrum wznosi się wysoka wieża z kopułą, wsparta na czterech filarach w centrum nawy. Zbudowana jest z kamieni i cegieł, ułożonych w poziome pasy.

### Cerkiew metropolitarna

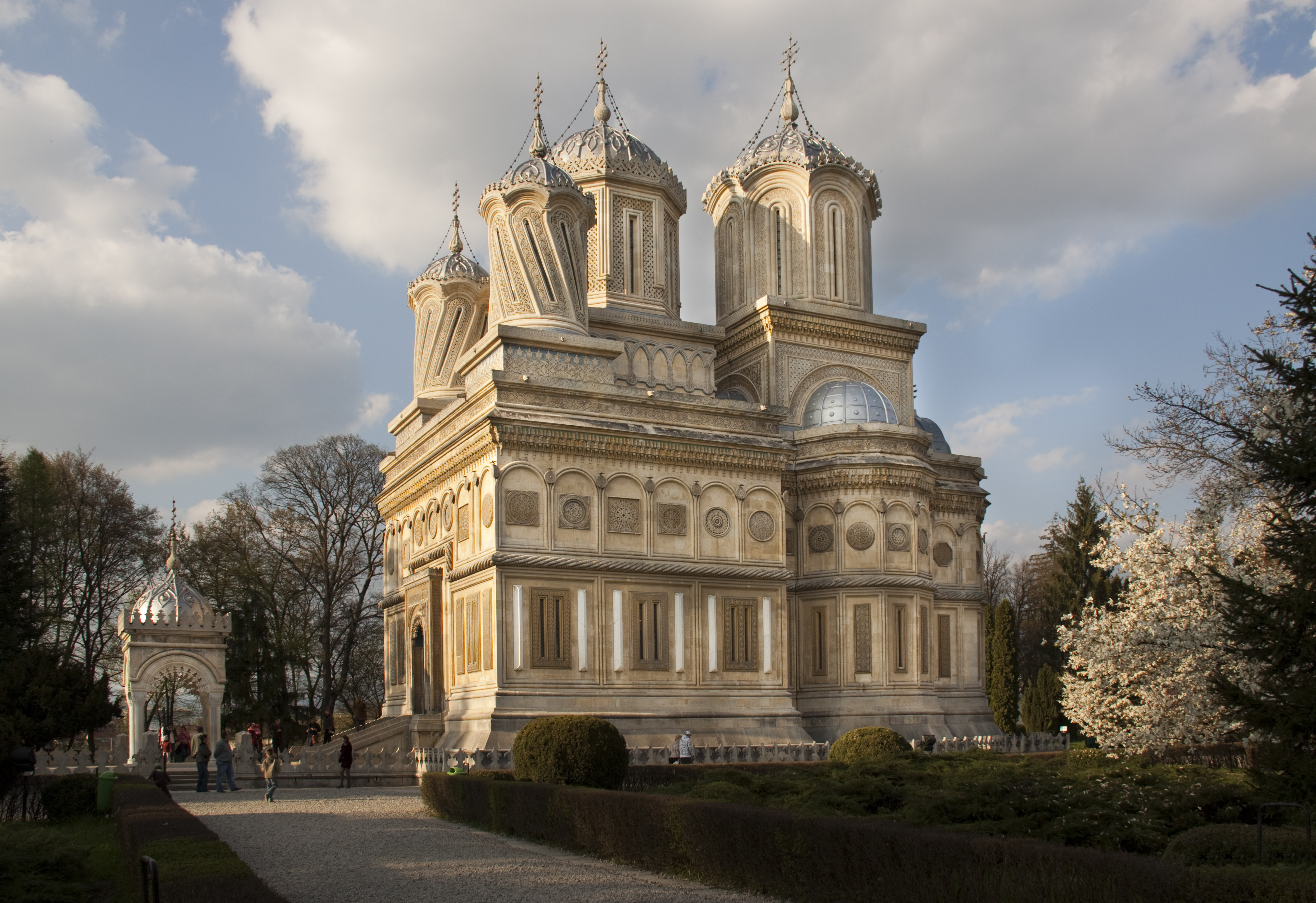
Cerkiew metropolitarna w Curtea de Argeș

Cerkiew metropolitarna w Curtea de Argeș została zbudowana w latach 1512–1517 staraniem hospodara Neagoe Basaraba V. Początkowo nie była ona siedzibą metropolity mołdawskiego - ta została przeniesiona właśnie w tym okresie do Târgoviște. W 1611 zniszczyły ją wojska Gabriela Batorego, odbudowa trwała kilkadziesiąt lat. W 1753 została siedzibą metropolity. Ostateczny kształt nadały jej prace prowadzone przez francuskiego architekta Lecomte du Nouy w końcu XIX w. Tutaj zostali pochowani pierwsi królowie Rumunii: Karol I i Ferdynand I.
Cerkiew zbudowana jest zasadniczo na planie trójkonchowym. Do tego rozwiązania wprowadzono jednak nowinki, poszerzając przednawie, a także dodając do głównej wieży nad nawą trzy wieżyczki nad przednawiem (jedną centralną i dwie w narożnikach). Bogate zdobienie cerkwi narzuciło wzorce architekturze rumuńskiej na całe stulecia - do najbardziej charakterystycznych i powtarzanych potem elementów należą pas ze skręconych lin obiegający całą świątynię i dzielący elewacje na dwie pasy czy skręcone w rodzaj helisy dwie mniejsze wieżyczki. 
Z powstaniem świątyni związana jest popularna ludowa ballada o jej budowniczym, mistrzu Manole (rum. Meșterul Manole). Dla zapewnienia powodzenia budowie, nad którą od początku ciążyło fatum, miał on zamurować w jej murach pierwszą osobę, którą ujrzy. Była nią jego żona, co nie powstrzymało mistrza przed dopełnieniem ofiary. Z kolei sam Manole został uwięziony przez swojego mocodawcę zachwyconego jego dziełem - ten miał bowiem nie chcieć, by ktokolwiek mógł szczycić się budowlą podobnej świetności. Podczas próby ucieczki (na wzór Dedala i Ikara) Manole miał jednak runąć na ziemię i zginąć. 

## Transport
W Curtea de Argeș krzyżują się drogi narodowe nr 7C i 73C. W mieście kończy się też linia kolejowa z Pitești. Miasto posiada również połączenia autobusowe z Sybinem, Râmnicu Vâlceą i innymi ośrodkami w okręgu Ardżesz i sąsiednich.

## Współpraca
- Nevers, Francja
- San Giuliano Milanese, Włochy

## Literatura
- W. Korsak, J. Tokarski, Rumunia, Pascal 2004.
- Ł. Galusek, M. Jurecki, A. Dumitru, Rumunia. Mozaika w żywych kolorach, Bezdroża 2004.
- J. Demel, Historia Rumunii, Ossolineum 1970.
- R. Brykowski, T. Chrzanowski, M. Kornecki, Sztuka Rumunii, Ossolineum 1979.
- J. Ficowski, Mistrz Manole i inne przekłady. Pogranicze. Sejny. 2004.